# Max Raabe
Pour les articles homonymes, voir Raabe.
Max Raabe, de son vrai nom Matthias Otto, est un chanteur allemand et le leader du Palast Orchester (de), né le 12 décembre 1962 à Lünen.
Son groupe et lui sont des spécialistes de la reprise de musique allemande ou étrangère des années 1920 et 1930.

## Biographie
Il a créé son orchestre durant ses études à l'université des arts de Berlin, de 1988 à 1995, en chant classique (opéra), comme baryton. Il est également l'interprète de reprises de chansons pop (entre autres Sex Bomb de Tom Jones et Oops!... I Did It Again de Britney Spears) comme pastiches de chansons des années 1920-1930.
À noter aussi l'influence du groupe des Comedian Harmonists sur Max Raabe et son orchestre : Palast Orchester qui reprend, talentueusement et respectueusement, le répertoire allemand des années 1920 et 1930.
Très connu en Allemagne et notamment à Berlin, il l’est moins en France. Pourtant, ses rares apparitions sont de grands succès comme le 30 octobre 2009 à Paris, salle Pleyel, où « bien que le succès de Max Raabe et son orchestre reste confidentiel en France, la salle était pleine, remplie par un public très disparate, plutôt germanophile, dans lequel on croisait des dandys décadents, des femmes habillées comme dans les années folles, des garçons sensibles, tout aussi bien que des Allemands en Birkenstock en octobre, ou des personnes osant des chemises à fleurs hautement improbables. » 
Il a également fait une autre apparition à l'opéra de Vichy le 11 mars 2011,.
Max Raabe fait aussi une apparition dans l'émission de Canal+ sur le vingtième anniversaire de la chute du mur de Berlin.

## Discographie
- Bel ami, volume 6, 1995
- Live (Wintergarten édition 3), 1999
- Oh Donna, Clara, 2002
- Mit Seinem Sänger Max Raabe, 2002
- Mit Max Raabe, 2002
- Palast Revue, 2003
- Hitbox (coffret 3 CD), 2004
- Hitpalast, 2004
- Komm Lass Uns Einen Klein, 2006
- Schlager Revue, 2007
- Die groessten Erfolge
- Best of, 2009
- Ubers meer, Decca Records, 2010
- Küssen kann man nicht alleine, Decca Records, 2011
- KFür Frauen ist das kein Problem, Decca Records, 2013
- Der perfekte Moment … wird heut verpennt, Universal Music Group, 2017

## Filmographie
- Max Raabe And Palast Orchester: Dance & Film Music Of
- Palast Orchester - Dort Tanzt Lu-Lu
- Max Raabe & Palast Orches - Raabe, Max & Palast Orchester, 2006
- Palast Revue - Raabe, 2008
- Live In Rome - Raabe, Max
- 2019 : Berlin, I Love You : conducteur

## Concerts
- 1987 : à Berlin, premier concert de Max Raabe
- 30 octobre 2009 : à Paris (Salle Pleyel), Ce soir ou jamais
- 10 mars 2011 : à Paris à la salle du Grand Rex, On ne peut embrasser seul
- 11 mars 2011 : à l'Opéra de Vichy
- 26 novembre 2012 : à Lucerne au KKL Luzern
- 30 et 31 janvier 2016 : Philharmonie de Strasbourg (Palais de la Musique et des Congrès), Eine Nacht in Berlin